# Гихуэло (футбольный клуб)
«Гихуэло» (исп. CD Guijuelo) — испанский футбольный клуб из одноимённого города, в провинции Саламанка в автономном сообществе Кастилия-Леон. Клуб основан в 1974 году, домашние матчи проводит на «Муниципальном стадионе Гихуэло», вмещающем 1 500 зрителей. В Примере и Сегунде команда никогда не выступала, лучшим результатом является 4-е место в Сегунде B в сезоне 2013/14.

## Сезоны по дивизионам
- Сегунда B — 11 сезонов
- Терсера — 3 сезона
- Региональные лиги — 27 сезонов

## Известные игроки и воспитанники
- Сесар
- Давид Каранка
- Хавьер Касас
- Чема
- Пабло Сегарра